# Irynarch Rostowski

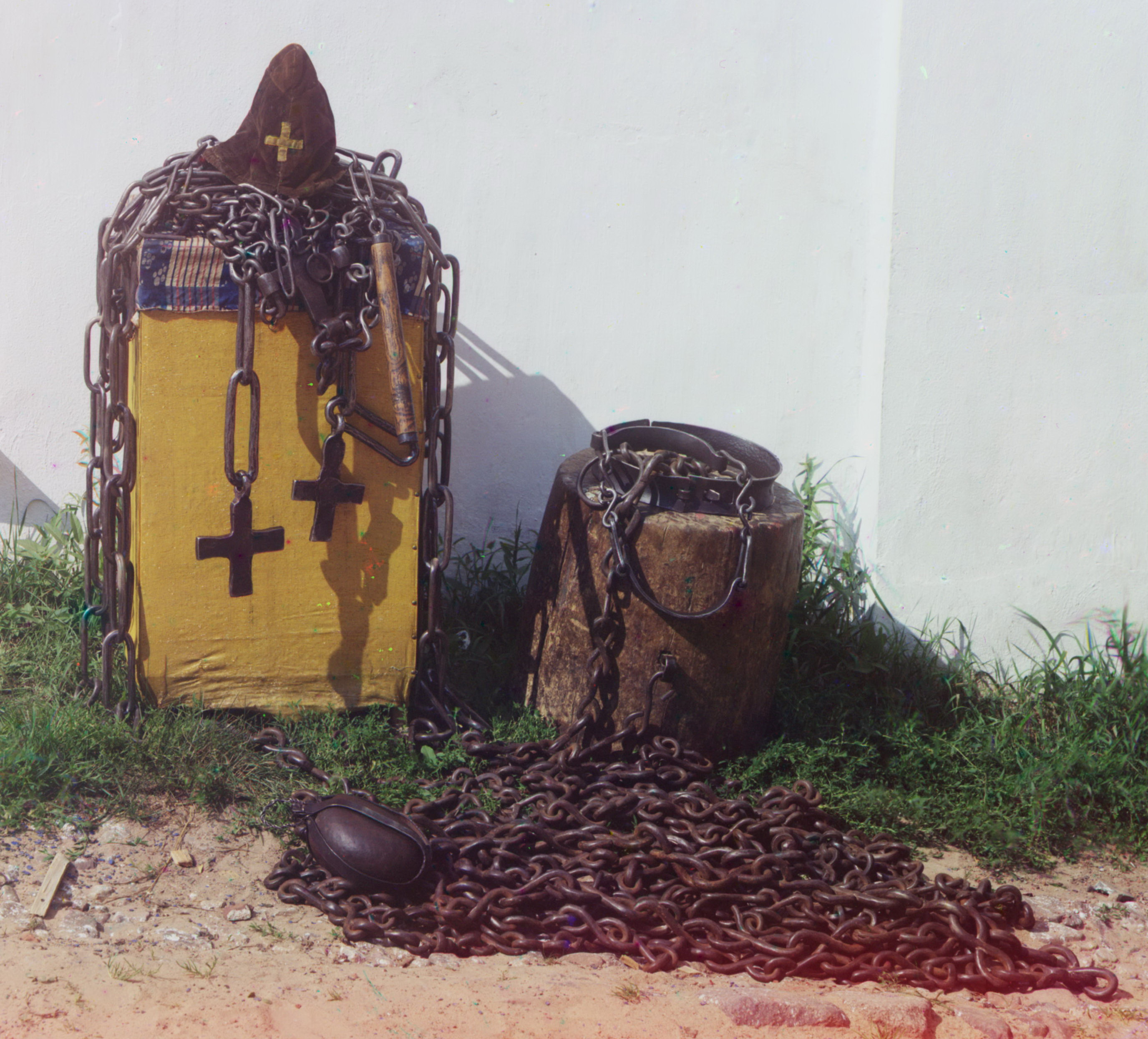
Kajdany noszone przez św. Irynarcha Rostowskiego

Irynarch Rostowski, imię świeckie: Ilja (ur. 1548 w Kondakowie, zm. 13 stycznia 1616 w Rostowie) – święty mnich Rosyjskiego Kościoła Prawosławnego.
Pochodził z rodziny chłopskiej. Do monasteru św. św. Borysa i Gleba w Rostowie wstąpił w wieku 30 lat. Wbrew zaleceniom przełożonego, zaczął tam prowadzić niezwykle surowy tryb życia: ograniczał ilość spożywanej żywności, chodził boso, spał na ziemi. Na skutek konfliktu z ihumenem, który nie pozwalał mu na dalsze umartwienia, zmuszony był przenieść się do monasteru Objawienia Pańskiego w Abramiewie. Tam miał mieć sen, w którym ujrzał świętego mnicha Abrahama Rostowskiego. Ten nakazał mu rozdawać wszystko, co miał najuboższym. Wkrótce po tym wydarzeniu Irynarch porzucił monaster i przeniósł się do klasztoru św. Łazarza w Rostowie. Zamieszkał tam w odosobnionej celi. Spotykał się jedynie z rostowskim jurodiwym Janem. Po pewnym czasie uznał jednak, że powinien wrócić do swojego pierwszego klasztoru.
Przez nowego przełożonego, mnicha Warłaama, został przyjęty serdecznie. Tym razem pozwolono mu na zostanie zatwornikiem – zakonnikiem żyjącym w całkowitym odosobnieniu. Mnich Irynarch skuł się kajdanami, nosił ciężkie krzyże, a następnie przykuwając się do drewnianego słupa. W ten sposób przeżył 25 lat. Jego postawa budziła jednak kontrowersje wśród innych zakonników. Wreszcie ihumen ponownie usunął go z klasztoru, uwierzywszy, że Irynarch nakłaniał mnichów do rezygnacji z pracy na rzecz monasteru, by skupić się wyłącznie na osobistej ascezie. Mnich wrócił wówczas do monasteru św. Łazarza, gdzie żył przez rok, po czym wrócił, gdy przełożony monasteru św. św. Borysa i Gleba ponownie rozważył sprawę. Od tej pory Irynarch łączył jednak umartwienia z wykonywaniem tych samych prac, co inni mnisi. Czynił to jednak, stale nosząc kajdany, ograniczając sen do dwóch godzin i regularnie się chłoszcząc.
Ascetyczny tryb życia miał sprawić, że otrzymał dar przewidywania przyszłości: na kilka lat wcześniej przewidział wojnę polsko-rosyjską rozpoczętą w 1607. Kiedy wojska polskie zajęły monaster św. św. Borysa i Gleba, mnich Irynarch zapowiadał im rychłą klęskę i śmierć, a także otwarcie modlił się za Wasyla Szujskiego. Prosforę i swoje błogosławieństwo przesłał Dymitrowi Pożarskiemu.
Zmarł 13 stycznia 1616. Należy do Soboru Świętych Jarosławskich i Rostowskich.